# Wybory premiera w Izraelu w 1996 roku
W latach 1992–2001 szefa rządu Izraela wybierano w bezpośrednich wyborach, równolegle ze składem Knesetu (parlamentu).
29 maja 1996 przeprowadzono takie równoczesne wybory. Upoważnionych do głosowania było 3 933 250 obywateli Izraela. Oddano 2 973 580 ważnych głosów.

## Wyniki wyborów
| Kandydat           | Partia                        | Liczba głosów | %    |
| ------------------ | ----------------------------- | ------------- | ---- |
| Binjamin Netanjahu | Likud (ליכוד)                 | 1,501,023     | 50.5 |
| Szimon Peres       | Partia Pracy (Avoda) (העבודה) | 1,471,566     | 49.5 |